# 刘光明
莫哈末·阿敏·刘·阿都拉（1962年12月—），本名刘光明，又称拿督阿敏博士（Dato Dr Amin），文莱政治家和商人，自2018年起担任第二财政与经济部部长和首相署部长，以及文莱经济发展局局长和文莱伊斯兰银行行长。

## 教育
刘光明于1984年获得伦敦玛丽女王大学学士学位，并分别于1989年和1993年获得伦敦帝国学院硕士学位和博士学位。他自2004年起成为特许金融分析师。他也是新加坡特许金融分析师。

## 早期经历
在加入文莱政府之前，刘光明于1990年代中期从英国回国后，在文莱壳牌石油公司担任原油交易员，此前，他曾在 1980年代末和1990年代初在 ICI Finance 担任研究分析师。刘光明是多家文莱政府下属企业的董事会成员，涉及电信、医疗保健、酒店、石油和天然气、信息技术和教育等多个行业。
刘光明曾担任文莱财政部公司旗下的投资控股公司“达鲁萨兰资产”的首席执行官。他还是财政部副部长（投资）。在加入DA之前，阿明于1997年10月进入文莱投资局，2005年5月，他被任命为该组织的主管。2008年10月，他被提拔为财政部常任秘书以及初级资源与旅游部常任秘书。考虑到招募他的是杰弗里亲王（他的亞美迪歐公司于1998年倒闭，留下约160亿美元的债务），他的成就尤其令人印象深刻。2012年1月20日，提名委员会强调了他丰富的商业、研究和开发技能，以及他之前在财政部和初级资源与旅游部的工作经历，因此他被任命为 Progen Holdings 的新任财务和业务发展总监。 2015年2月9日退出Progen Holdings公司。

## 内阁生涯
自2018年1月30日起担任第二财政部长期间，于2018年9月27日被任命为首相署部长，并在2022年6月7日内阁改组期间留任。在 2019年立法会上，他建议政府为2019-2020财年预算58.6亿文莱元。他于2019年3月14日表示，华夏幸福（新加坡）投资私人有限公司的财务困难导致文莱经济特区的建设被推迟。